# Petra Hammesfahr

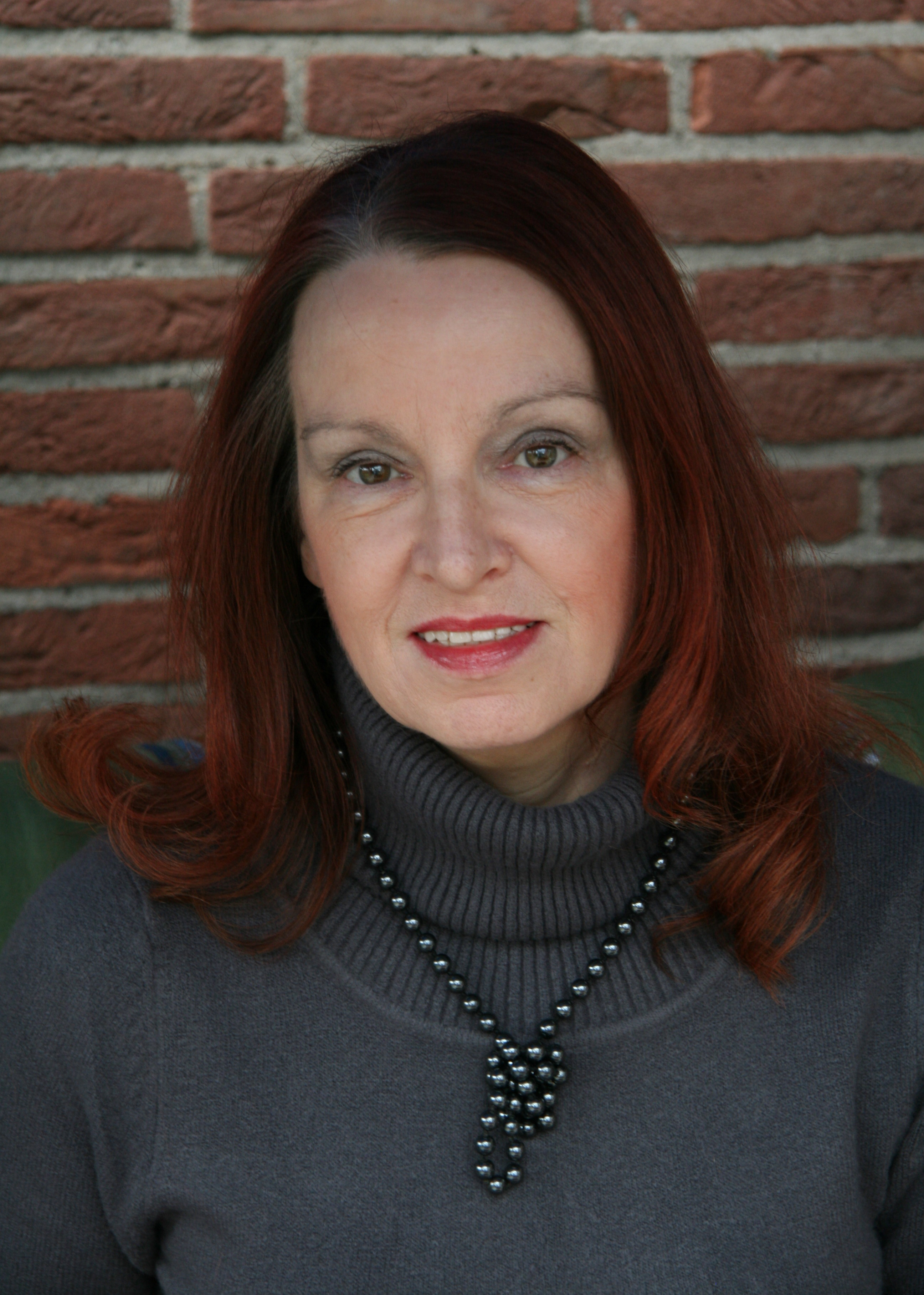
Petra Hammesfahr, 2011

Petra Hammesfahr (* 10. Mai 1951 in Immerath (Erkelenz)) ist eine deutsche Schriftstellerin und Drehbuchautorin. Ab Mitte der 1990er Jahre zählte sie zu den erfolgreichsten deutschen Krimiautoren.

## Leben
Petra Hammesfahr wurde 1951 in Immerath als Tochter eines Schlossers geboren und wuchs mit zwei Geschwistern in Titz auf. Nach der Volksschule folgte eine Lehre als Einzelhandelskauffrau in einem Supermarkt. Im Alter von 17 Jahren begann sie mit dem Schreiben ihres ersten Romans.
Zunächst waren ihre Versuche, einen Verleger für ihre Werke zu finden, nicht erfolgreich. 1989 erschien im Männermagazin Playboy erstmals eine Kurzgeschichte von ihr. 1991 veröffentlichte sie ihren ersten Roman. Es folgte die Veröffentlichung von Kurzgeschichten in Anthologien sowie Taschenbuchromane. Ab Mitte der 1990er Jahre war sie jahrelang eine der erfolgreichsten deutschen Krimiautoren, einige ihrer Bücher wurden Bestseller und in über 20 Sprachen übersetzt. Auch schrieb sie Drehbücher für das Fernsehen.

## Privates
Nach ihrer Heirat 1968 wurden 1969 und 1971 zwei Töchter geboren. Von ihrem alkoholkranken Mann ließ sie sich 1975 scheiden und heiratete später einen Friseurmeister. 1980 wurde ein gemeinsamer Sohn geboren.

## Preise
- 1995: Rheinischer Literaturpreis Siegburg für Der gläserne Himmel
- 2001: Kulturpreis des Rhein-Erft-Kreises[2]
- 2000 Wiesbadener FrauenKrimiPreis für Die Mutter[1]
- 2002 Burgdorfer Krimipreis[1]

## Werke

### Romane und Erzählungen

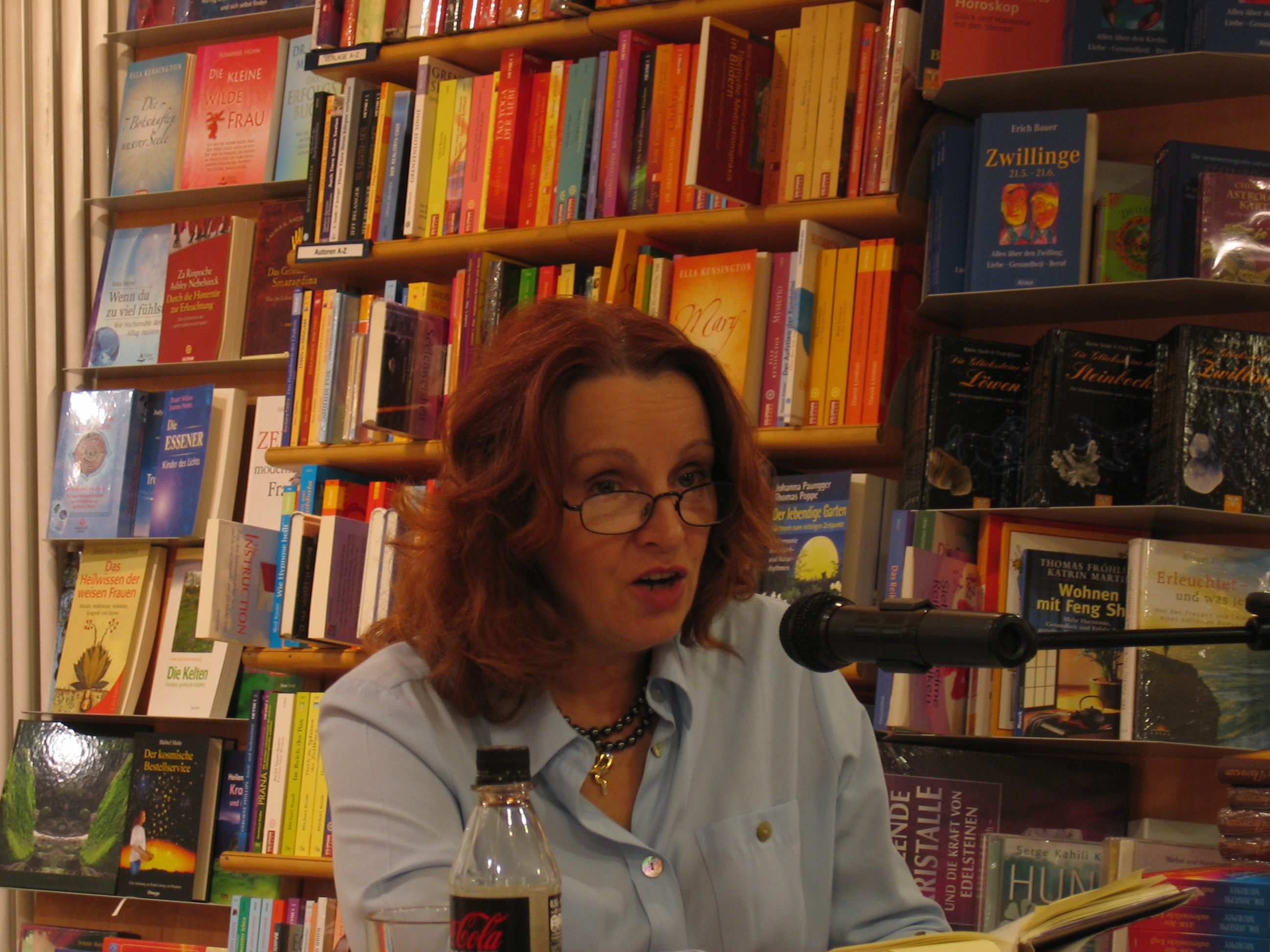
Petra Hammesfahr, 2008

- Wer zweimal lebt, ist nicht unsterblich. Lübbe, Bergisch Gladbach 1991, ISBN 3-404-19560-4.
- Marens Lover. Bastei-Lübbe, Bergisch Gladbach 1991, ISBN 3-404-19563-9.
- Das Geheimnis der Puppe. Herbig, München 1991, ISBN 3-7766-1690-3.
- Die Frau, die Männer mochte. Bastei-Lübbe, Bergisch Gladbach 1991, ISBN 3-404-19554-X.
- Am Ende des Sommers. Bastei-Lübbe, Bergisch Gladbach 1992, ISBN 3-404-19568-X.
- Geschwisterbande. Bastei-Lübbe, Bergisch Gladbach 1992, ISBN 3-404-19572-8.
- Der Engel mit den schwarzen Flügeln. Herbig, München 1992, ISBN 3-7766-1760-8.
- Merkels Tochter. Bastei-Lübbe, Bergisch Gladbach 1993, ISBN 3-404-19578-7.
- Brunos grosse Liebe. Lübbe, Bergisch Gladbach 1993, ISBN 3-404-17101-2.
- Der stille Herr Genardy. Lübbe, Bergisch Gladbach 1993, ISBN 3-7857-0683-9.
- Die Augen Rasputins. Bastei-Lübbe, Bergisch Gladbach 1993, ISBN 3-404-13436-2.
- Verbrannte Träume. Bastei-Lübbe, Bergisch Gladbach 1994, ISBN 3-404-19589-2.
- Betty. Lübbe, Bergisch Gladbach 1995, ISBN 3-404-17124-1.
- Der gläserne Himmel. Lübbe, Bergisch Gladbach 1995, ISBN 3-7857-0763-0.
- Heiss und kalt. Bastei-Lübbe, Bergisch Gladbach 1997, ISBN 3-404-12717-X.
- Die Sünderin. Wunderlich, Reinbek bei Hamburg 1999, ISBN 3-8052-0632-1.
- Der Puppengräber. Rowohlt, Reinbek bei Hamburg 1999, ISBN 3-499-22528-X.
- Die Mutter. Wunderlich, Reinbek bei Hamburg 2000, ISBN 3-8052-0673-9.
- Der Ausbruch. Rowohlt, Reinbek bei Hamburg 2001, ISBN 3-499-22978-1.
- Die Chefin. Rowohlt, Reinbek bei Hamburg 2001, ISBN 3-499-23132-8. (überarbeitete Neufassung von Betty)
- Lukkas Erbe. Rowohlt, Reinbek bei Hamburg 2000, ISBN 3-499-22742-8.
- Meineid. Rowohlt, Reinbek bei Hamburg 2001, ISBN 3-499-22941-2.
- Roberts Schwester. Rowohlt, Reinbek bei Hamburg 2002, ISBN 3-499-23156-5. (Neuausgabe von Geschwisterbande)
- Das letzte Opfer. Wunderlich, Reinbek bei Hamburg 2002, ISBN 3-8052-0700-X.
- Die Lüge. Wunderlich, Reinbek bei Hamburg 2003, ISBN 3-8052-0720-4.
- Bélas Sünden. Rowohlt, Reinbek bei Hamburg 2003, ISBN 3-499-23168-9.
- Die Freundin. Wunderlich, Reinbek bei Hamburg 2004, ISBN 3-8052-0726-3.
- Mit den Augen eines Kindes. Rowohlt, Reinbek bei Hamburg 2004, ISBN 3-499-23612-5. (Neuausgabe von  Marens Lover)
- Ein süßer Sommer. Rowohlt, Reinbek bei Hamburg 2004, ISBN 3-499-23625-7. (Neuausgabe von Am Ende des Sommers)
- Der Schatten. Wunderlich, Reinbek bei Hamburg 2005, ISBN 3-8052-0803-0.
- Seine große Liebe. Rowohlt, Reinbek bei Hamburg 2005, ISBN 3-499-24034-3. (Neuausgabe von  Brunos große Liebe )
- Am Anfang sind sie noch Kinder. Wunderlich, Reinbek bei Hamburg 2006, ISBN 3-8052-0818-9.
- Erinnerung an einen Mörder. Wunderlich, Reinbek bei Hamburg 2008, ISBN 978-3-8052-0860-4.
- Ein fast perfekter Plan. Rowohlt, Reinbek bei Hamburg 2009, ISBN 978-3-499-23339-5.
- Der Frauenjäger. Wunderlich, Reinbek bei Hamburg 2011, ISBN 978-3-8052-5014-6.
- Die Schuldlosen. Wunderlich, Reinbek bei Hamburg 2012, ISBN 978-3-8052-5039-9.
- Hörig. Rowohlt-Taschenbuch-Verlag, Reinbek bei Hamburg 2013, ISBN 978-3-499-26683-6. (Neuausgabe von Die Augen Rasputins)
- An einem Tag im November. Diana Verlag, München 2014, ISBN 978-3-453-29155-3.
- Die Frau, die Männer mochte. Diana Verlag, München 2015, ISBN 978-3-453-35845-4.
- Fremdes Leben. Diana Verlag, München 2016, ISBN 978-3-453-35893-5.
- Als Luca verschwand. Diana Verlag, München 2018, ISBN 978-3-453-29209-3.
- Das Mädchen Jannie. Diana Verlag, München 2019, ISBN 978-3-453-29238-3.
- Nach dem Feuer. Diana Verlag, München 2020, ISBN 978-3-453-29243-7.
- Stille Befreiung. Diana Verlag, München 2022, ISBN 978-3-453-29264-2.

### Hörbücher (Auswahl)
- Die Mutter. Gelesen von Iris Berben. Random House Audio, Köln 2010, ISBN 978-3-8371-0442-4.

### Drehbücher
- 1997: Heiß und kalt (zweiteiliger Fernsehfilm, Regie: Rolf von Sydow)
- 1997: Der stille Herr Genardy, Fernsehfilm, Regie: Carlo Rola
- 1997: Post Mortem – Der Nuttenmörder (Fernsehfilm, Regie: Wolfgang F. Henschel)
- 2001: Der Todesengel (Episode der Fernsehserie Die Cleveren, Regie: Bernhard Stephan)
- 2002: Im Namen der Liebe (Episode der Fernsehserie Die Cleveren, Regie: Bernhard Stephan)

## Verfilmungen
- 1997: Der stille Herr Genardy (Fernsehfilm, Drehbuch: Petra Hammesfahr, Regie: Carlo Rola)
- 2002: Die Mutter (Fernsehfilm, Drehbuch: Hannah Hollinger, Regie: Matti Geschonneck)
- 2003: Der Puppengräber (Fernsehfilm, Drehbuch: Christoph Busch, Regie: Peter Henning)
- 2008: Die Lüge (Fernsehfilm, Drehbuch: Kathrin Bühlig, Regie: Judith Kennel)
- 2017: The Sinner (US-Fernsehserie)